# 243 (numero)
Duecentoquarantatré (243) è il numero naturale dopo il 242 e prima del 244.

## Proprietà matematiche
- È un numero dispari.
- È un numero composto con sei divisori: 1, 3, 9, 27, 81 e 243. Poiché la somma dei suoi divisori (escluso il numero stesso) è 121 < 244, è un numero difettivo.
- È la quinta potenza di 3. È l'unico numero di tre cifre ad essere in base 10 una quinta potenza.
- È un numero 82-gonale.
- È un numero di Ulam.
- È un numero malvagio.
- È un numero perfetto totiente.
- È un numero potente.
- Può essere espresso in tre modi diversi come differenza di due quadrati: 243=18²-9²=42²-39²=122²-121².
- Può essere espresso come la somma di cinque numeri primi consecutivi: 243=41+43+47+53+59.
- È un numero di Harshad (in base 10), essendo divisibile per la somma delle sue cifre.
- È parte delle terne pitagoriche (243, 324, 405), (243, 1080, 1107), (243, 3276, 3285), (243, 9840, 9843), (243, 29524, 29525).
- È un numero palindromo nel sistema di numerazione posizionale a base 8 (363).

## Astronomia
- 243P/NEAT è una cometa periodica del sistema solare.
- 243 Ida è un asteroide della fascia principale, il secondo visitato da una sonda spaziale e il primo attorno a cui fu trovato un satellite.

## Astronautica
- Cosmos 243 è un satellite artificiale russo.

## Altri ambiti
- +243 è il prefisso telefonico internazionale della Repubblica Democratica del Congo.
- È il numero totale di isotopi presenti in natura.
- È il numero di giorni terrestri contenuti in un anno venusiano.
- Il .243 Winchester è un diffuso modello di fucile sportivo.
- Il volo di linea Aloha Airlines 243 fu vittima nel 1988 di una decompressione incontrollata che causò una morta e 65 feriti.